# Баунти (залив)
Ба́унти — небольшой залив Тихого океана, врезающийся в северо-восточное побережье острова Питкэрн.
Недалеко от залива расположен единственный населённый пункт острова — Адамстаун.
Своё название залив получил в честь мятежного корабля «Баунти». После того, как экипаж в 1789 году высадился на острове, корабль был сожжён в этом заливе.
Туристы, посещающие остров, причаливают в основном в заливе Баунти.